# ソルウェイ・モスの戦い
ソルウェイ・モスの戦い（ソルウェイ・モスのたたかい、英語: Battle of Solway Moss）は、1542年11月24日、エスク川近くのソルウェイ・モスで、イングランドとスコットランドの境界のイングランド側で戦われた、イングランド王国とスコットランド王国の間の戦闘。ソルウェイ湿原の戦い（ソルウェイしつげんのたたかい）とも。
イングランド王ヘンリー8世は甥のスコットランド王ジェームズ5世に対しローマ・カトリック教会からの離脱を要求していたが、それが断られると即座にスコットランド南西部に侵入した。それに対し、イングランドに侵入したスコットランド軍は組織も指揮もまずく、多くのスコットランド人が捕虜にされるか溺死するという結果となった。この敗戦の報せがジェームズ5世の死期を早めたとされる。

## 背景
イングランド王ヘンリー8世がローマ・カトリック教会から離脱して自らをイングランド国教会の長としたとき、彼は甥のスコットランド王ジェームズ5世にもカトリック教会からの離脱を要求した。ジェームズ5世は要求を無視するばかりかヨークでのヘンリー8世との面会も拒否した。激怒したヘンリー8世はスコットランドを侵攻した。この大規模な侵攻に対する報復として、ジェームズ5世は第5代マクスウェル卿ロバート・マクスウェルに徴兵を命令した。

## 戦闘
1542年11月24日、1万5千から1万8千人とされるスコットランド軍はイングランドに進軍した。マクスウェル卿は正式にはスコットランド軍指揮官に任命されなかったが、彼は自ら攻撃を率いることを宣言した。現場にいなかったピッテンドリークのジョージ・ダグラスや後の年代記によると、マクスウェル卿がいないときにジェームズ5世の寵臣だったオリバー・シンクレアがジェームズ5世に指揮官に任命されたと自称した。この記録によると、この争いで指揮に混乱がきたしたという。イングランドの指揮官初代ウォートン男爵トマス・ウォートンとウィリアム・マスグレーブの記録では、実際に指揮を執ったのはマクスウェル卿だったが、彼は他のスコットランド貴族と争い、貴族たちはエスク川の河畔で彼に降伏した。
イングランドに進軍したスコットランド軍はソルウェイ・モスの近くでウォートン卿率いるイングランド軍3千人に遭遇した。戦闘は統率の取れていないスコットランド軍の総崩れという結果となった。スコットランド軍はまずオークショーヒルでイングランド騎兵に追われ、次にアーサレットの丘に登った。そこはエスク川南岸だったが、川と泥沼の間に追い込まれていたことに気づいた。スコットランド軍はそれでも必死に反撃したがイングランド軍の敵ではなく、すぐに降伏した。ウォートン卿によると、戦いらしい戦いもなく、スコットランド人をエスク川とリン川の間に追い込むだけの戦闘だった。あるスコットランド人作家によると、スコットランド軍は「自軍の道案内に騙された」という。戦闘の混乱の中、数百人のスコットランド人が川と泥沼で溺死したという。
戦場にいなかったジェームズ5世（彼はロックメイベンに留まった）は熱病にうなされながら屈辱的にフォークランド宮殿へ撤退した。王妃が息子ではなく娘を産んだことで彼は生きる意欲を失い、ステュアート家が「1人の女で勃興し、1人の女で滅亡する」と述べたという。2週間後、ジェームズ5世はフォークランド宮殿でそのまま帰らぬ人となった。ジョージ・ダグラスによると、ジェームズ5世が死の床でもっとも悔いた敗北はソルウェイ・モスで軍旗とオリバー・シンクレアを奪われたことだったという。

## その後
ジェルヴァーズ・フィリップスの概算では戦死者はイングランド人7人とスコットランド人20人だけだったが、1200人のスコットランド人が捕虜にされた。捕虜にされたスコットランド貴族は数多く、オリバー・シンクレア、カセルス伯爵、グレンカーン伯爵、マクスウェル卿が名を連ねた。イングランドに連れていかれ囚われた人々にはグレイ卿やロサイスのスチュアートもいる。一部の貴族は代わりの人質をイングランドへ送り、自らを釈放させた。1542年12月14日、トマス・ウォートンの報告がイングランド枢密院で読み上げられ、枢密院は捕虜たちにロンドン入城のとき赤い聖アンデレ十字を身につけるよう命令した。10艇の大砲や銃器が鹵獲されたが、うち4門はスコットランドの国章、王冠、そして「JRS」（Jacobus Rex Scotorum、ラテン語で「スコット人の王ジェームズ」の意味）が刻印されたファルコネット砲だった。
ウスタス・シャプイによると、捕虜たちはクリスマスの日、ソードや短剣を持ってヘンリー8世に謁見した。彼らはフランス大使と話すことを許され、また金の鎖を贈られた。捕虜の待遇がよかったのは、彼らが身代金を支払った後はスコットランドに戻るだろうから、待遇を良くしてスコットランド人の味方を増やそうとする思惑があった。1543年1月10日、身分の高い捕虜の一部は代わりの人質を立てて帰国した。シャプイによると、このときスコットランド政府は捕虜の一部を裏切り者として、帰国させないべくその家族を逮捕した。その結果代わりの人質を立てられなくなった捕虜たちは国境のベリック＝アポン＝ツイードに留まった。
しかし、現代の歴史家マーカス・メリマンはこの戦いをヘンリー8世の乱暴な求愛の始まりではなく、ジェームズ5世の一連の戦争の頂点として見た。彼は、スコットランド女王メアリー1世の出生と即位のときに大勢のスコットランド貴族が捕虜にされたにもかかわらず、ヘンリー8世の政策やスコットランドによる1543年12月のグリニッジ条約の拒否に何ら影響を与えられなかった。

## 記念
この戦闘の戦場はイングリッシュ・ヘリテッジに登録されている。また2009年スコットランド歴史環境政策により、ヒストリック・スコットランドの保護も検討されている。